# Cosmopolitismo
Cosmopolitismo è un termine che deriva dal greco antico κόσμος?, kósmos ("cosmo, universo ordinato, mondo") e πολίτης, polítēs ("cittadino"). Chi sostiene il cosmopolitismo, cioè il cosmopolita, considera se stesso "cittadino del mondo". Questa espressione venne usata per la prima volta da Diogene di Sinope che si definiva come κοσμοπολίτης (cosmopolita) a chi gli chiedesse quale fosse la sua patria.

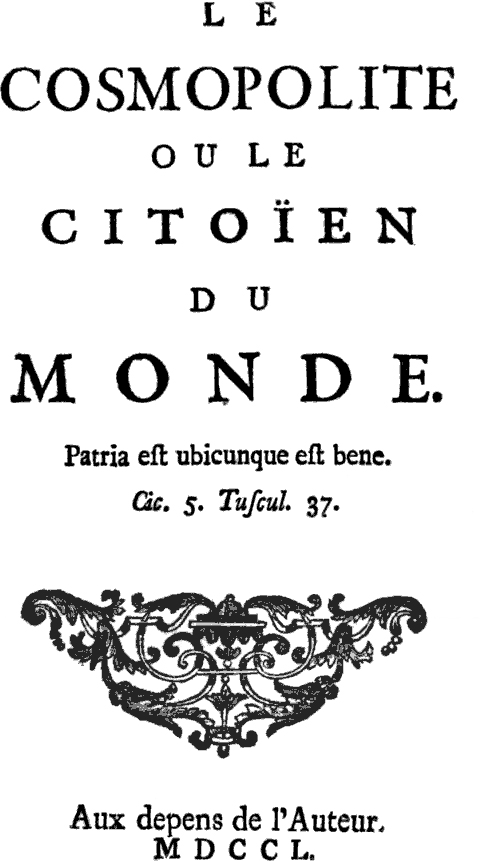
Frontespizio dell'opera di Louis-Charles Fougeret de Monbron

L'uso del termine si diffuse in Europa soprattutto durante l'Illuminismo comparendo nel titolo di numerose opere pubblicate in quel periodo.

## Significati del termine

### Stato di natura o Istituzione universale, reale o ideale
Per cosmopolitismo si intende la teoria per cui il cosmopolita mette da parte le differenze sociali e politiche tra gli stati e le nazioni. Questo termine può significare:
- che ci si riferisce alla spontanea razionalità della naturale condizione primigenia dell'uomo caratterizzata dall'assenza di qualsiasi istituzione che voglia regolare la sua vita (come nel mito illuminista del "buon selvaggio"),
- oppure che l'individuo si ritiene facente parte di un organismo statale universale realmente esistente (ad esempio: un impero universale) o di una formazione unitaria ideale (ad esempio: l'appartenenza alla comunità sovranazionale degli scienziati) dove ognuno può eventualmente conservare, in seconda istanza, la sua distinzione nazionale.

### Individualismo o solidarismo
Il cosmopolitismo può inoltre assumere diversi significati come per esempio:
- un significato individualistico di contrapposizione alla società nel rivendicare la propria autonomia e il rifiuto di ogni differenziazione etnica, culturale, nazionale, religiosa negando così ogni tipo di coesione sociale,
- oppure acquisire un senso di comunanza con gli altri uomini nella condivisione di un valore di unificazione residente nella comune ragione e natura. In quest'ultimo caso il cosmopolitismo si collega al pacifismo poiché la guerra viene vista come effetto di speciose contrapposizioni originate da false differenziazioni.

Connesso al cosmopolitismo pacifista è anche l'ideale federalista sviluppato soprattutto nella filosofia kantiana come condizione per il conseguimento della pace perpetua tra i popoli.

### Universalismo individualista e internazionalismo antindividualista
Il cosmopolitismo può assimilarsi all'universalismo nella comune esigenza di superamento delle differenze sociali e politiche ma, mentre il primo esprime tendenze individualistiche, il secondo, antindividualista, ritiene che possano conservarsi le appartenenze nazionali mantenendo la coesione tra gli individui.
Un atteggiamento cosmopolitistico può essere visto anche nell'internazionalismo nel quale però permane la distinzione nazionale e la collaborazione economica, sociale e politica.
Anche il sistema economico fisiocratico si dichiara cosmopolitico ma in realtà esso intende l'universalismo nel senso della globalità dei mercati: quando il fisiocratico Pierre-Paul Lemercier de La Rivière de Saint-Médard dichiara che il commercio e l'industria sono "cosmopolitici" vuole semplicemente significare che, opponendosi al mercantilismo del XVII secolo, i commercianti e gli industriali condividono interessi economici sovranazionali.

## Storia del concetto

### Antichità greca e romana
Nella seconda metà del V secolo a.C. in Grecia, in seguito al decadimento politico della polis (πόλις), della città-stato, si diffonde la filosofia dei sofisti che sostiene la relatività e artificiosità della legge (νόμος) che introduce quelle false differenziazioni politiche tra gli uomini i quali, invece, hanno una comune essenziale caratteristica nella ϕύσις, nella natura.
Gli uomini quindi hanno non solo un'uguale costituzione biofisica, come sostiene il sofista Antifonte ma sono anche accomunati per natura «a una stessa stirpe, a una stessa famiglia, a uno stesso Stato.»
L'ideale del cosmopolitismo, nella forma dell'universalismo, ebbe parziali tentativi di realizzazione con il progetto politico di Alessandro Magno tendente ad unificare i greci e i "barbari" con la diffusione della ϰοινή (koinè) ellenistica, la comune lingua greca nel Mar Mediterraneo che avrebbe dovuto portare i diversi popoli ad un'unità non solo di lingua, ma anche di religione e civiltà.
Nell'età imperiale romana l'ideale della "civitas universalis" appare solo politicamente realizzato con la Constitutio antoniniana di Caracalla (212 d.C.) che concede la cittadinanza romana a tutti gli uomini liberi dell'Impero.
A queste parziali realizzazioni si contrappone il cosmopolitismo integrale, esteso a tutta l'umanità, propagandato dalla filosofia stoica convinta dell'esistenza di un superiore λόγος (logos) universale presente in tutte le cose, da quelle terrene sino alle stelle, che garantisce così l'unità razionale dell'intero cosmo: «[il logos] attraversa tutte le cose mescolandosi al grande come ai piccoli astri luminosi».
Esiste dunque un comune sentire, una συμπάθεια (sympatheia), una "simpatia" universale dovuta alla presenza del logos nei particolari λόγοι (logoi) individuali che rende così gli uomini tutti uguali nella loro essenziale e comune razionalità, differenti solo nella loro corporeità.
La presenza negli uomini della comune razionalità, emanazione di quella divina, fa pensare a Zenone di Cizio alla possibilità di un progetto politico con la fondazione di una πολιτεία (politeia), di uno Stato ideale, dove tutti siano sottoposti alla legge della ragione.
Questo ideale politico di una universale legge razionale che ha ormai unito quello che nel cosmopolitismo sofistico era diviso tra νόμος e ϕύσις, arriva integralmente nella cultura romana di Cicerone, che lo mescola a un principio utilitaristico («Patria est ubicumque est bene», La patria è ovunque vi sia il bene) di Seneca, fino a quella di Marco Aurelio che pensa alla possibilità di realizzare l'Impero come una patria universale:
L'influenza dello stoicismo prosegue nella filosofia cristiana di Tertulliano e Origene fino al III secolo quando il cosmopolitismo assume le coloriture di un universalismo ecumenico con Sant'Agostino che lo trasmetterà al Papato e all'Impero medioevali.
Il concetto di cosmopolitismo sembra scomparire nei secoli seguenti con rare eccezioni come con Erasmo da Rotterdam il quale, coniugando lo stoicismo antico con il cristianesimo, afferma che gli uomini hanno una comune natura sia perché fratelli in Cristo, sia per la loro comune ragione. Egli quindi coerentemente si proclama civis totius mundi (cittadino dell'intero mondo) quando rifiuta la cittadinanza di Zurigo che Zuinglio gli offre.

### Il cosmopolitismo illuministico
Elemento di raccordo tra il cosmopolitismo stoico e quello illuministico sono nel Seicento le correnti giusnaturalistiche di Ugo Grozio e Samuel Pufendorf sostenenti una comune origine degli Stati da norme morali e giuridiche stabilite dalla natura.
Anticipazioni dei temi universalistici illuministici si ritrovano anche nella ripresa seicentesca dello scetticismo pirroniano, nel relativismo storico, nella critica dei libertini alle religioni rivelate, nella diffusione dell'ideale di un'appartenenza degli intellettuali ad una comune "Repubblica delle lettere".
Il cosmopolitismo settecentesco, che ha i suoi fondamenti nella comunanza di natura e ragione che stabiliscono un ordine universale del quale fanno spontaneamente parte gli individui, si presenta sotto diversi aspetti:
- come ripresa del cosmopolitismo culturale antico per cui

- e, poiché l'uomo è «cittadino e abitante del mondo»[12] come spirito di collaborazione e di solidarietà sociale.[13]

#### L'antipatriottismo
Ciò che caratterizza specificatamente il cosmopolitismo settecentesco si ritrova nella critica del concetto di patria: sia nella Encyclopédie che nel Dictionnaire philosophique la definizione di "cosmopolita" viene infatti lasciata nel generico mentre sotto il termine "patrie" - in Voltaire - o "fanatisme du patriote" - nell'Encyclopédie - il significato di cosmopolitismo appare più approfondito.
Nel XVIII secolo il concetto di patria non aveva un significato connesso all'appartenenza ad una nazione ma esprimeva l'insieme degli interessi individuali:
In questo senso allora il cosmopolitismo si oppone al fanatismo nazionalistico patriottico che, come osserva d'Holbach, è una mascheratura, in cui cadono gli ingenui "buoni patrioti", messa in atto dal potere costituito per realizzare i propri interessi. Al patriota viene confezionato un ideale che raffigura tutti gli altri uomini come suoi nemici mentre al cosmopolita non interessa che la sua patria sia più o meno estesa, più o meno povera. La patria è semplicemente un concetto relativo in cui si identifica lo Stato quando assicuri ai cittadini libertà e felicità.
In questo modo l'ideale patriottico si riveste di un significato utilitaristico tale che i cosmopoliti illuministi sembrano riproporre l'espressione ciceroniana che identifica la patria con il proprio vantaggio.
In opposizione a questo antipatriottismo si schiera Rousseau, che condivide l'ideale cosmopolitico che porta alla fratellanza universale ma non approva «i cosmopoliti, che vogliono cercare lontano, nei loro libri, quei doveri che disdegnano di compiere presso di sé.»
Rousseau è convinto infatti della necessità di un programma pedagogico che istruisca gli uomini a perseguire il cosmopolitismo senza rinnegare un sentimento patriottico nazionale: per questo condanna lo zar Pietro il Grande, che tentò la snazionalizzazione dei russi in nome della moderna civiltà occidentale.

### La diffusione del cosmopolitismo
Nella seconda metà del XVIII secolo l'ideale del cosmopolitismo è così diffuso che il termine di cosmopolita diviene sinonimo di filosofo.
L'ideale patriottico ora passa in secondo piano rispetto a quello cosmopolitico (il patriottismo è una «passione inconciliabile con i concetti fondamentali del cosmopolitismo») specie in quegli stati, come in Italia e Germania, dove la mancanza di un'unità politica valorizza l'aspirazione universalistica secondo i principi dettati dalla natura.
Alla fine del XVIII secolo Immanuel Kant, riprendendo anche istanze del pensiero illuminista di Rousseau e della concezione di John Locke dello Stato liberale, seppe invece coniugare il cosmopolitismo con l'internazionalismo. Pur ammettendo la proprietà originaria della terra, Kant ammetteva soltanto un diritto di visita da parte dei popoli e non un diritto di ospitalità. Ciò era dovuto al fatto che esistono, e non sono eliminabili, gli Stati-nazione: questi si caratterizzano per il senso d'identità di lingua, cultura e di costumi, che sono propri di un popolo e che li differenzia da un altro. Gli Stati-nazione debbono inoltre mantenere al loro interno la separazione dei poteri (legislativo,esecutivo e giudiziario) come aveva già indicato Montesquieu.
Ne Per la pace perpetua (1795) Kant espone in maniera analitica queste problematiche, pervenendo ad una concezione che potremmo definire: internazionalismo liberale. Questa si distingue sia dall'internazionalismo proletario (che sarà proprio della concezione marxiana e marxista), sia del nazionalismo sovranista,che considera i rapporti tra gli Stati-nazione in maniera conflittuale. Fichte e Hegel giustificheranno, in base ad una concezione politica di tipo nazionalista la guerra, che invece sarà respinta da Kant; egli infatti è fautore di una federazione di Stati. Questa federazione è però considerata sempre revocabile (a differenza degli Stati Uniti d'America e della Svizzera) e serve a sostituire gli armistizi, alla ricerca di una pace duratura, che Kant definisce pace perpetua. Lo scopo kantiano, e in ciò si rivela il suo particolare cosmopolitismo, è di pervenire ad una collaborazione fattiva di tipo politico e economico tra gli Stati-nazione.
Nell'ambito della propagazione del cosmopolitismo è da annoverare la Massoneria che fin dai suoi inizi è caratterizzata dagli ideali di tolleranza e universalismo. La sua stessa simbologia vuole rappresentare un sistema di valori universali al di là delle differenze linguistiche nazionali.
La Massoneria, nata in Inghilterra e passata subito in Francia, si diffuse ampiamente nel resto d'Europa nella seconda metà del Settecento perdendo il suo carattere universalistico e accentuando quello di identità nazionale delle singole logge fino al punto che in Italia, per esempio, i massoni ottocenteschi si adoperarono per il conseguimento dell'unità nazionale.

### Il cosmopolitismo ottocentesco tedesco
Il cosmopolitismo illuministico si basava su due principi universali: l'individualismo e la razionalità; con l'avvento del romanticismo permane l'individualismo ma questo viene caratterizzato da un atteggiamento antirazionale. La prevalenza dei valori intuitivi, estetici e sentimentali dell'individuo su quelli razionali comporta l'accentuazione della individualità e nello stesso tempo la connessione del singolo con tutti gli altri uomini.
Il cosmopolitismo si assimila così all'universalismo. L'assunto è dimostrato filosoficamente da
Johann Gottfried Herder nell'opera Ideen zur Philosophie der Geschichte der Menschheit (1784-1791) dove afferma che facendo salva la singola autonomia nazionale ogni società nazionale esprime valori che appartengono a tutto il genere umano.
In modo analogo per Wilhelm von Humboldt le nazioni sono singolari realizzazioni storiche che incarnano valori universali compresi nella superiore idea di umanità.
Il romanticismo tedesco è dunque unità di individualità e universalità. Per i romantici c'è inoltre una reciproca connessione tra l'universale e il nazionale e, in particolare, poiché la identità tedesca è soprattutto identità culturale universale, la «Germanicità è cosmopolitismo misto con l'individualità più spiccata».
L'universalismo tedesco si caratterizza per un senso dello Stato che realizza il rapporto tra l'individuo e la totalità. Negli stati si realizzano concretamente le singole nazioni che entreranno a far parte di una struttura politica universale com'era nel medioevale sistema teocratico cristiano universale.
Nell'età della Restaurazione l'universalismo perde il carattere critico e libertario del cosmopolitismo illuministico e si capovolge gradualmente nel nazionalismo: processo questo descritto nell'evoluzione della filosofia di Fichte che, dall'iniziale esaltazione giovanile del cosmopolitismo, ammette poi la connessione di cosmopolitismo e patriottismo, per concludere con la teorizzazione del nazionalismo tedesco.

### La fase finale del cosmopolitismo
Il decadimento dell'ideale cosmopolitico si accentua nella filosofia idealistica dove prevale la concezione dello "spirito del popolo" che, identificato con la nazione o con lo Stato, si connette allo Spirito assoluto in modo del tutto autonomo e distinto dagli altri spiriti del popolo.
Con il Positivismo l'ideale cosmopolitico sembrerebbe reggere ancora se non che il suo generico appello all'umanità lo riduce ad un astratto universalismo razionalistico senza un vero significato politico.
Con Marx e il Marxismo la concezione universalistica riemerge ma in parte si perde nel significato prevalentemente economico assegnato allo Stato. Nel Manifesto del Partito Comunista del 1848 si afferma la necessità che il proletariato si universalizzi («Proletari di tutti i paesi unitevi»  poiché «Sfruttando il mercato mondiale la borghesia ha reso cosmopolitici la produzione e il consumo di tutti i paesi»; ma qui non è più il cosmopolitismo, impropriamente citato, che vale ma l'internazionalismo è l'autentico concetto espressamente riferito al globalismo economico. Per il marxismo infatti è da rigettare il cosmopolitismo che è la «espressione ideologica degli interessi di classe della nascente borghesia», «risvolto del nazionalismo e dello chauvinismo borghesi», una «contromossa reazionaria all'internazionalismo socialista».
Nel XX secolo il cosmopolitismo cessa di essere una corrente filosofica ma diviene piuttosto argomento particolare di individuali forme di pensiero, che lo intendono ormai col significato di quel "cosmopolitismo della cultura" presente dalla filosofia antica sino al XVIII secolo.
L'intellettuale cosmopolita torna ad essere colui che si dichiara libero da ogni condizionamento nazionale o nazionalistico.
In questo senso è da intendere il riconoscimento del merito di Benedetto Croce da parte di Antonio Gramsci: